# 熊本県立小国高等学校

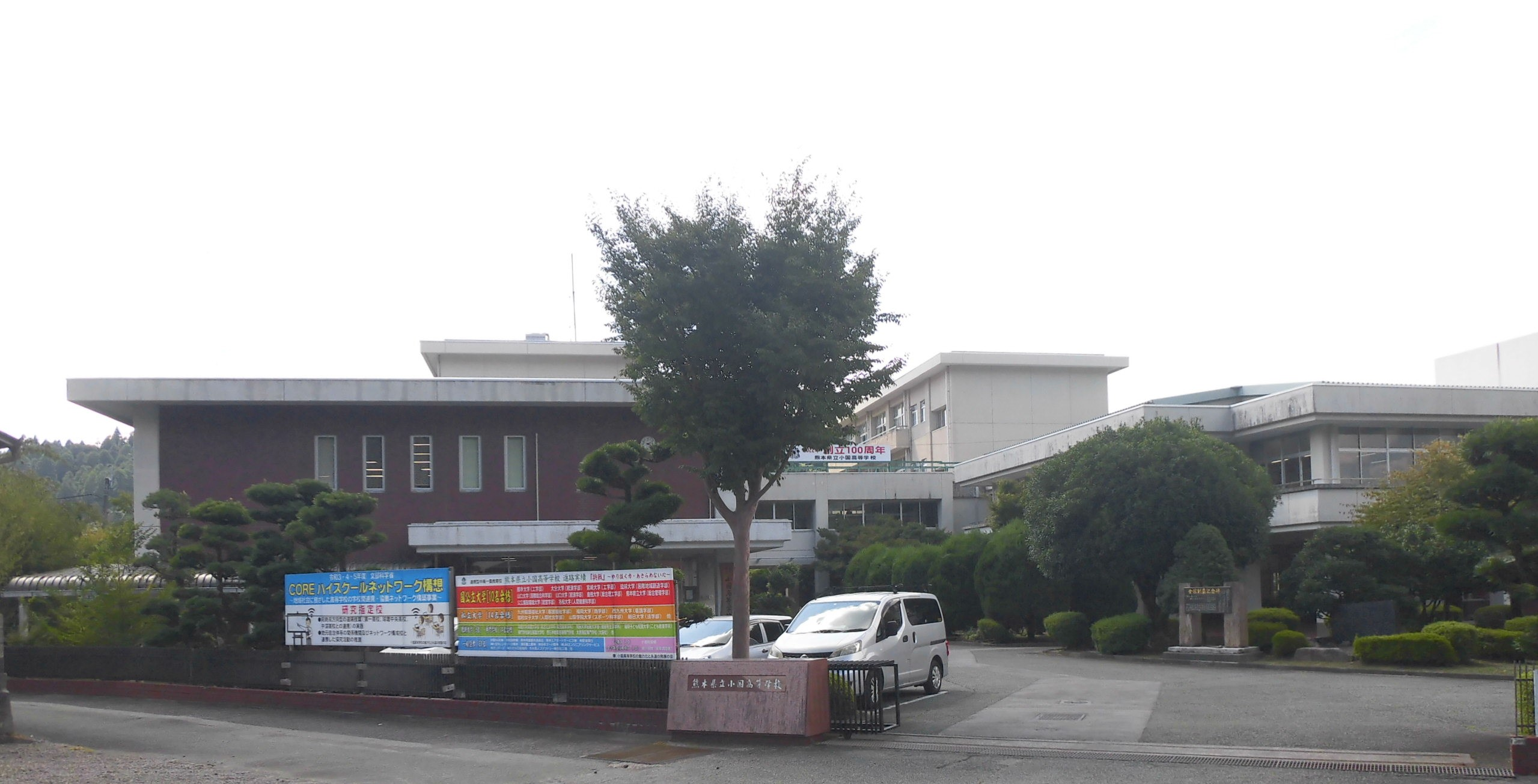
校門付近

熊本県立小国高等学校（くまもとけんりつ おぐにこうとうがっこう）は、熊本県阿蘇郡小国町宮原にある公立の
高等学校。

## 概要
歴史
1922年（大正11年）「南小国・北小国村組合立実科高等女学校」として創立。現校名となったのは1951年（昭和26年）。2022年（令和4年）に創立100周年を迎えた。
校訓（三綱領）
「尚志・勉学・自主」
校章
中央に「髙」の文字を配している。
校歌
設置課程・学科
全日制課程 1学科
- 普通科（学年制）2学級

過去設置されていた課程・学科
- 定時制課程（分室当時）
- 別科（1955年（昭和30年）廃止）
- 家政科（1980年（昭和55年）廃止）

学区
熊本県 県北学区（阿蘇市・玉名郡・阿蘇郡・菊池郡大津町）
連携型 中高一貫教育
2002年（平成14年）度より、以下の中学校と連携型の中高一貫教育を行っている。なお、熊本県内では唯一である。
- 小国町立小国中学校（阿蘇郡小国町）
- 南小国町立南小国中学校（阿蘇郡南小国町）

特色
地域みらい留学に参加している。
寄宿舎
寄宿舎は併設していないが、小国町の協力により、連携型の一貫教育を行っている小国町立小国中学校の学生寮「ほこすぎ寮」の利用が可能である。

## 沿革
- 1922年（大正11年）5月 - 小国実業学校を改組の上、「南小国・北小国村組合立実科高等女学校」として創立。
- 1926年（大正15年）4月 -「阿蘇北部実科高等女学校」として独立。
- 1931年（昭和6年）4月1日 - 「熊本小国実科高等女学校」に改称。
- 1935年（昭和10年）4月1日 - 北小国村が町制施行の上、「小国町」となる。
- 1943年（昭和18年）4月1日 -「熊本県小国高等女学校」に改称。
  - 修業年限を4年（現在の中学1年から高校1年に相当）、国民学校初等科（6年）修了者を入学資格とする。
- 1946年（昭和21年）4月 - 修業年限を5年（現在の中学1年から高校2年に相当）に延長する。ただし、4年で卒業することもできた。
- 1948年（昭和22年）4月1日 - 学制改革が行われる（六・三制の実施）。
  - 経過措置として、新制中学校を併設（以下、併設中学校）し、高等女学校1・2年修了者を新制中学2・3年生として収容。
  - 高等女学校としての生徒募集を停止（中学1年生は不在）。
- 1948年（昭和23年）
  - 3月31日 - 高等女学校が廃止される。
  - 4月1日 - 学制改革および県立移管により、新制高等学校「熊本県立阿蘇高等学校 小国分室」に改組・改称。
    - 併設中学校を継承。在校生が1946年（昭和21年）に高等女学校へ最後に入学した3年生のみとなる（1・2年生不在）。
    - 高等女学校（併設中学校）3年修了者を新制高校1年生として、4年修了者を新制高校2年生、5年修了者を新制高校3年生として収容。
    - 男女共学とし、男子が入学（新制高校1年生）。
    - 定時制を設置。
- 1949年（昭和24年）3月31日 - 最後の卒業生を送り出し、併設中学校を廃止（新制高等学校へ完全移行）。
- 1951年（昭和26年）4月1日 - 「熊本県立小国高等学校」（現校名）として独立。定時制を廃止の上、別科を併設。
- 1955年（昭和30年）3月31日 - 別科を廃止。
- 1962年（昭和37年）4月1日 - 家政科を設置。
- 1963年（昭和38年）4月 - 普通科を新設。
- 1971年（昭和46年）4月 - 1学年5学級（普通科4学級・家政科1学級）で、開校以来最大規模となる。
- 1978年（昭和53年）4月1日 - 家政科の募集を停止。この時の入学生から全学級、普通科となる。
- 1980年（昭和55年）3月31日 - 家政科を廃止。
- 1982年（昭和57年）10月 - 創立60周年を記念して、新校舎が完成。
- 2002年（平成14年）4月1日 - 小国町立小国中学校および南小国町立南小国中学校との間で、連携型の中高一貫教育を開始。
- 2005年（平成17年）8月 - 男子ホッケー部全国高等学校総合体育大会（インターハイ）で優勝[8]。
- 2012年（平成24年）10月 - 「小国高等学校を存続させるための連絡協議会」が発足。
- 2015年（平成27年）11月 - 小国高等学校を存続させるための連絡協議会を「小国高等学校の魅力化と永遠の発展の会」に改称。
- 2020年（令和2年） - 隣接する大分県日田市、玖珠町、九重町からの入学枠を定員の5％から13％に緩和。
- 2022年（令和4年）11月 - 創立100周年記念式典を挙行。

## 学校行事
3学期制
1学期
- 体育大会（5月）

2学期
- フェスティバル（文化祭、9月）

3学期

## 部活動
運動部
- 陸上競技部
- 弓道部
- 野球部
- バドミントン部
- ホッケー部 - 2005年（平成17年）に全国高等学校総合体育大会（インターハイ）で優勝している。

文化部
- 吹奏楽部
- 美術部
- 茶・華道部
- 家庭部
- 科学部
- 情報処理部

## 交通アクセス
最寄りのバス停留所
- 九州産交バス 「小国高校前」停留所

最寄りの幹線道路
- 国道212号

## 周辺
- 小国町役場
- 小国公立病院
- 小国町立小国小学校
- 小国町立小国中学校
- 熊本県立小国支援学校
- 小国警察所
- 阿蘇広域行政事務組合消防本部 北部分署
- 小国郵便局
- 熊本銀行小国支店
- 肥後銀行小国支店
- 小国町森林組合
- 志賀瀬川